# Galactic Civilizations II: Twilight of the Arnor
Galactic Civilizations 2: Twilight of the Arnor (рус. Космическая федерация 2. Звезды страха) — компьютерная игра в жанре пошаговой стратегии, разработанная компанией Stardock. Выпущена 30 апреля 2008 года для платформы PC. Игра является вторым дополнением к игре Galactic Civilizations II: Dread Lords.

## Сюжет
Галактика в большой опасности. Победив остальных народов галактики, Империя Дренджинов и Клан Корат воюют ради неоспоримого господства, даже не понимая, что являются пешками в руках Повелителей Ужаса. Тем временем, из глубин космоса в известное пространство возвращается исследовательский флот Земного Альянса.

## Нововведения
- Каждая цивилизация получила своё уникальное дерево технологий.
- Появились новые планетарные улучшения.
- Новое условие победы — Вознесение (Ascension).
- В комплект входят редакторы карт, сценариев и технологий.
- Улучшена графика
- Добавлена новая кампания — Сумерки Арнора (Twilight of the Arnor).
- Появилась возможность строить Звёзды Ужаса — станции, способные уничтожить целую звёздную систему.

## Отзывы
| Сводный рейтинг       | Сводный рейтинг |
| Агрегатор             | Оценка          |
| --------------------- | --------------- |
| GameRankings          | 92,33 %         |
| Metacritic            | 92/100          |
| MobyRank              | 92/100          |
| Иноязычные издания    |                 |
| Издание               | Оценка          |
| 1UP.com               | A+              |
| GameSpot              | 9,0/10          |
| GameSpy               | [ 6 ]           |
| GamesRadar+           | 9/10            |
| GameZone              | 9/10            |
| IGN                   | 9,1/10          |
| Русскоязычные издания |                 |
| Издание               | Оценка          |
| Absolute Games        | 95 %            |
| «Игромания»           | 9,0/10          |
| «ЛКИ»                 | 87 %            |

Игра Galactic Civilizations 2: Twilight of the Arnor получила положительные отзывы критиков, а некоторые издания, среди которых сайты 1UP.com и GameSpy, поставили ей наивысшую оценку.